# Reportaža
Reportaža (eng. reportage) označava i prikupljanje novinskih vijesti, obavješćivanje javnosti, ali i novinsko izvješće (izvještaj). Radnja kojom se to ostvaruje označava se glagolom reporter (reporte) što znači izvijestiti, obavijestiti. Preneseno u novinski jezik, ta riječ označava izvjestitelja (reportera). Svakim se izvješćem iznose informacije u javnost. Izvješće i reportaža trebali bi po svojoj funkciji biti informativni, ali nisu jednaki. Reportaža je zahtjevnija i složenija novinarska vrsta jer događaj ili pojavu donosi kroz priču. Zahtijeva vrlo temeljite pripreme, sudjelovanje u događaju i zapažanje svih detalja. Novinska izvješća najčešća su na radiju, televiziji ili internetu bilo kao izravni prijenos događanja ili kao pripremeljena koja se postupno stvaraju u studiju. Kompoziciju reportaže čine uvod (najava teme), zaplet (obrada problema/tematike), kulminacija, rasplet  i poruka (svršetak priče).

## Vrste
Reportažu se može podijeliti na tri vrste: dokumentarnu, autentičnu i dramsku. Reportaže mogu biti aktualno-informativne, političke, gospodarske, kulturne, sportske, povijesne, putopisne, obrazovne i portreti ljudi. 

### Dokumentarne reportaže
U dokumentarnim reportažama riječ je o prikazivanju prošlih događaja u povodu obljetnice ili nekih drugih događaja koji aktualiziraju obradu prošlih događaja. Novinar je pri tome dužan dobro poznavati temu i pronaći najvrjednije dokumente. Kad je riječ o autentičnoj reportaži valja naglasiti da je njena tehnologija gotovo ista s tim da je ovdje u pitanju živa osoba koja priča o sebi, svijetu i o drugima. 

### Dramatizirane reportaže
Dramatizirana reportaža se temelji na uporabi režijskih zahvata u većoj mjeri nego ostale dvije vrste. U radijskom i televizijskom novinarstvu još se koristi i izraz „izravni prijenos“ kao poseban oblik reportaže. To jest reportaža samo izravna, spontana. Zato je to najteži oblik novinareva stvaralaštva jer zahtjeva trenutačno i spontano ostvarenje.